# Kasımpaşa SK
Kasımpaşa SK (ook wel Kasımpaşaspor genoemd) is een Turkse voetbalclub opgericht te Istanboel. De voetbalclub speelt in het blauw-wit, en de thuisbasis is het Recep Tayyip Erdoğanstadion. Behalve voetbal wordt bij de club ook boksen en worstelen beoefend.

## Geschiedenis

### Oprichting
De club werd opgericht na een fusie van Altıntuğ Kulübü en Kasımpaşa Terbiye-i Bedeniye Kulübü. Tot 1942 was de naam van de vereniging Altıntuğ (op het seizoen 1924/25 na), daarna werd het Kasımpaşa SK. In de vroege jaren van de Süper Lig was Kasımpaşa SK een redelijk succesvolle club. Het deed van 1959 tot en met 1964 mee in de hoogste Turkse voetbaldivisie. Sindsdien voetbalt de club voornamelijk in de derde divisie.

### Jaren 90
In het seizoen 1989-1990 eindigde de club op een 13de plaats van de 17 teams in de 2. Lig (2de divisie, dat nu beter bekend is als 1. Lig). Het volgende seizoen in 1990-1991 werd de club 15de in de competitie en mocht zo dus net niet degraderen naar de 3. Lig. Uiteindelijk degradeerde de club dan toch in het seizoen 1991-1992 naar de 3. Lig, omdat het dat jaar eindigde op een laatste plaats in de competitie. De club werd in het seizoen 1992-1993 gerangschikt op een 10de plaats. Ook in het seizoen 1993-1994 werd de ploeg Kasımpaşaspor gerangschikt op een 10de plaats. Verder werd de club nog in het seizoen 1994-1995 als zevende geplaatst en in het seizoen 1995-1996 als zesde. De club werd in het seizoen 1996-1997 toch kampioen en promoveerde zo terug naar de op een na hoogste divisie van het land. In het seizoen 1997-1998 werd de club 5de in de competitie maar kon nog kans maken op een promotie naar de Süper Lig, omdat het nog in een groepsfase speelde. Maar in deze groepsfase deed de club het slecht en werd geëindigd op een 3de plaats. De club mocht wel het komende seizoen uitkomen in de 1. Lig. In het seizoen 1998-1999 werd de club als 7de geplaatst in de competitie en ook werd deze nog 5de in het groepsfase. In het seizoen 1999-2000 werd de club 9de van de tien clubs en stelde zo dus de supporters teleur. Een paar maanden later kwam Kasımpaşaspor in de groepsfases van promotie en degradatie op een 7de plaats te staan en degradeerde aldus naar de vierde divisie.

### 2000-2006
In de jaren 2000 kwam de club tussen 2000 en 2005 uit in de 3. Lig (vierde divisie). In het seizoen 2000-2001 werd de club zesde. In het seizoen 2001-2002 werd de club vijfde, in 2002-2003 werd de club tiende en in 2003-2004 behaalde de club opnieuw de vijfde plaats op de ranglijst. In het seizoen 2004-2005 promoveerde de club dankzij het kampioenschap rechtstreeks naar de 2. Lig wat de derde hoogste divisie in Turkije is.

### 2006-2011
In 2005-2006 promoveerde Kasımpaşa SK van 2. Lig (derde divisie) naar Bank Asya 1. Lig en slechts één jaar later promoveerde de club alweer naar de Süper Lig.
In het seizoen 2007-2008 degradeerde Kasımpaşa SK alweer naar de tweede divisie. Maar in het seizoen 2008-2009 won de club de play-offs en speelde daarom vanaf het seizoen 2009-2010 weer in de Süper Lig. In het eerste seizoen dat de club na lange tijd uitkomt eindigt de club in de Süper Lig als elfde. Het seizoen daarna in 2010-2011 werd het achttiende en dus als laatste en degradeerde dus na twee jaar hoogste divisie naar de 1. Lig.
De club werd in het seizoen 2010-2011 kwartfinalist van de Turkse beker, maar werd daar uiteindelijk uitgeschakeld tegen Istanbul BB. De wedstrijden tegen Istanbul BB eindigden twee keer gelijk. De uitwedstrijd van Kasımpaşa werd 0-0 en de thuiswedstrijd eindigde in 1-1. Omdat Istanbul BB in een uitwedstrijd scoorde ging die club door naar de halve finales. Voor Kasımpaşa was het bereiken van de kwartfinales tot nu toe de grootste prestatie van de club in de Turkse beker.

### 2011-2014
In 2011-2012 speelde de club in de tweede klasse van Turkije. Kasımpaşa deed het goed en behaalde een vierde plaats. De Club deed mee aan de play-offs; waar eerst Konyaspor in de heenwedstrijd met 0-2 en in de terugwedstrijd met 4-0 uitgeschakeld werd. Kasımpaşa moest het in de finale opnemen tegen Adanaspor. Hoewel het er lange tijd op leek dat de wedstrijd in 1-2 in het voordeel van Kasımpaşa zou eindigen, maakte Adanaspor in de laatste minuut nog de gelijkmaker. Na 90 minuten stond er 2-2 op het scorebord. In de 117e minuut wist Kasımpaşa te scoren en won de wedstrijd zodoende met 2-3 waardoor de club weer promoveerde naar de Süper Lig. De succesvolle Azerbeidzjaanse zakenman Mübariz Mansimov trad toe tot het bestuur. Dankzij de komst van miljardair Mansimov kon de club veel nieuwe spelers aantrekken zoals Andreas Isaksson, Fabian Ernst en Kalu Uche. Kasımpaşa SK kreeg ook een nieuw logo dat echter bij veel supporters niet in goede aarde viel. In de zesde week van de competitie won de club met 2-0 in eigen huis van Fenerbahçe SK. Op dat moment had de club geen trainer. De club eindigde dat seizoen op een goede zesde plaats en miste nipt een ticket voor de Europa League. Ook in de voorbereiding voor het seizoen 2013-2014 trok de clubs nieuwe spelers aan. Kasımpaşa haalde onder meer Ryan Babel van AFC Ajax.

## Nederlandse invloeden

### 2010
In het seizoen 2010-2011 kocht de club de Nederlandse voetballer Halil Çolak van Go Ahead Eagles. De trainer die Halil had ingelijfd, was Fuat Çapa die ook een Belgische en Nederlandse nationaliteit heeft. Van Çapa was bekend dat hij veel voetballers volgde in de Jupiler Pro League en Eredivisie om ze daarna naar zijn team in Turkije te halen.

### 2012
In het seizoen 2012-2013 kwam ex-AZ speler Sjota Arveladze de ploeg coachen. Zijn assistenten waren Jan Nederburgh en Lazslo Jambor, die eveneens Nederlanders zijn. De club kocht weer Nederlandse voetballers of voetballers uit de Nederlandse Eredivisie. Zo werd Andreas Isaksson gekocht van PSV Eindhoven. Ook speelde de club twee oefenwedstrijden tegen Nederlandse clubs. Dit was tegen Vitesse dat eindigde in een 1-1 gelijkspel en tegen FC Utrecht dat ook eindigde in een 1-1-eindstand.

### 2013
In het seizoen 2013/2014 kwam Ryan Babel transfervrij naar Kasimpasa. Tevens kwam Sanharib Malki naar Kasimpasa.

## Clubcultuur

### Bijnaam
De club kreeg van de supporters de bijnaam Apaçiler. Dit is een bekende muziekstijl in Turkije en de club heeft meerdere supporters die van deze stijl houden. Deze naam is vernoemd naar het bekende indianenvolk uit zuidwestelijk Noord-Amerika, de Apaches. Apache zou een exoniem zijn dat 'vijand' betekent.

### Logo en kleuren
In 1938 had de club een blauw logo met daarin een witte bal. In dit logo stonden AGK (Altıntuğ Gençlik Kulübü) en ook de cijfers 1921 geschreven. Sinds 1938 bleef het logo nagenoeg ongewijzigd; de enige verandering was de bal, die in 1962 werd veranderd in een Turkse vlag. In 2012 werd het logo nogmaals veranderd. Dit was tegen de zin van vele supporters. Het is een soort bol waarboven Kasımpaşa staat. Boven in de bol staat Spor Kulübü en daaronder kan dan de Turkse vlag gezien worden. Onder de vlag staat het oprichtingsjaar (1921). In Turkije mogen maar vier clubs de vlag van Turkije in hun logo gebruiken.Kasımpaşa SK is daar een van. De andere drie zijn Beşiktaş JK, Karşıyaka SK en Bursaspor.

### Supporters
Kasımpaşa heeft twee officiële supportersverenigingen. Een ervan is Arma Alti en de andere is Aşk-ı Şemt (ook Şemt aşkı genoemd). De verenigingen hebben een broederschap met de supporters van Eskişehirspor. De supporters zijn van de zwaarste, luidruchtigste en de meeste fanatieke van Turkije.

## Stadion

### Recep Tayyip Erdoğanstadion
Het Recep Tayyip Erdoğanstadion is de thuisbasis van de club. Het stadion heeft een totale capaciteit van 14.000 zitplaatsen en is officieel geopend in 2005. Het is in 2010 vernieuwd. Zo werd de capaciteit van 12.000 vergroot naar 14.000 zitplaatsen. Het stadion is vernoemd naar de premier van Turkije, Recep Tayyip Erdoğan, die ooit uitkwam als speler voor de club.

## Trainingscomplex

### Kemerbugaz Tesisleri
Het trainingscomplex van Kasımpaşaspor is de Kemerburgaz tesisler dat dicht bij het stadion van de club ligt. Het trainingscomplex wordt vaak als tekenend gezien voor de rust die er in en om de club Kasımpaşaspor heerst. Het complex bevindt zich in het dorpje genaamd Eyüp, dat in Istanbul ligt.

## Overzichtslijsten

### Competitieresultaten sinds 1985
Dit is een overzicht van resultaten die Kasımpaşaspor heeft geboekt in de Turkse competities.
| 15 |

| 4 |

| 7 |

| 5 |

| 1 |

| 13 |

| 15 |

| 18 |

| 10 |

| 10 |

| 7 |

| 6 |

| 1 |

| 5 |

| 7 |

| 9 |

| 6 |

| 5 |

| 10 |

| 5 |

| 1 |

| 1 |

| 5 |

| 18 |

| 4 |

| 11 |

| 18 |

| 4 |

| 6 |

| 6 |

| 13 |

| 7 |

| 10 |

| 8 |

| 14 |

| Süper Lig |

| 1. Lig |

| 2. Lig |

| 3. Lig |

| Süper Lig |

| 1. Lig |

| 2. Lig |

| 3. Lig |

| 15 |

| 4 |

| 7 |

| 5 |

| 1 |

| 13 |

| 15 |

| 18 |

| 10 |

| 10 |

| 7 |

| 6 |

| 1 |

| 5 |

| 7 |

| 9 |

| 6 |

| 5 |

| 10 |

| 5 |

| 1 |

| 1 |

| 5 |

| 18 |

| 4 |

| 11 |

| 18 |

| 4 |

| 6 |

| 6 |

| 13 |

| 7 |

| 10 |

| 8 |

| 14 |

| Süper Lig |

| 1. Lig |

| 2. Lig |

| 3. Lig |

| Süper Lig |

| 1. Lig |

| 2. Lig |

| 3. Lig |

#### Gespeelde divisies
- Süper Lig: 1959-1964, 2007-2008, 2009-2011, 2012-
- 1. Lig: 1964-1968, 1990-1992, 1997-2000, 2006-2007, 2008-2009, 2011-2012
- 2. Lig: 1968-1978, 1992-1997, 2000-2001, 2005-2006
- 3. Lig: 2001-2005
- Amateurreeksen: 1958-1959, 1978-1984

### Kasımpaşa in Europa
- 2Q = tweede voorronde
- 1R = eerste ronde
- 2R = tweede ronde
- 3R = derde ronde
- 1/8 = 1/8ste finale
- PUC = punten UEFA coëfficiënten

| Ronde                      | Land | Club | Thuis | Uit | Totaal | PUC |
| -------------------------- | ---- | ---- | ----- | --- | ------ | --- |
| UEFA Europa League 2013/14 |      |      |       |     |        |     |
| 3Q                         |      |      | -     | -   | -      |     |

Totaal aantal punten voor UEFA coëfficiënten: 0.0

## Bekende (oud-)Apaçilers

### Spelers
- Murat Akin
- Fatih Akyel
- Yalçın Ayhan
- Ryan Babel
- Ali Bilgin
- Nourdin Boukhari
- André Castro
- Halil Çolak
- Ryan Donk
- Fabian Ernst
- Özer Hurmacı
- Andreas Isaksson
- Nicolai Jørgensen
- Sancak Kaplan
- Yekta Kurtuluş
- Derrick Luckassen
- Ersen Martin
- Dieumerci Ndongala
- Kenneth Omeruo
- Alpaslan Öztürk
- Khalid Sinouh
- Elyasa Süme
- Kalu Uche
- Volkan Yaman
- Uğur Yıldırım

### Trainers
- Sjota Arveladze
- Rıza Çalımbay
- Fuat Çapa
- Jan Wouters